# مبروك الجندلي
مبروك الجندلي (مواليد 6 مارس 1992 في تونس) هو لاعب كرة قدم تونسي يلعب كمدافع.

## مسيرة اللاعب
لعب سابقاً في اتحاد تطاوين والبنزرتي واتحاد بنقردان.

## روابط خارجية
- مبروك الجندلي على موقع Soccerway.com (الإنجليزية)